# 蒂森克虜伯海洋系統
蒂森克虏伯海洋系统(ThyssenKrupp Marine Systems) (通常缩写成 TKMS) 是蒂森克虏伯集團下的子公司。

## 历史
2005年1月5日通过收购Howaldtswerke-Deutsche Werft公司获得，公司主要生产海军舰艇、水面舰艇以及潜水艇。截止2006年8月30日，公司销售额22亿欧元，职工8400多人。公司在2007年7月25日在巴基斯坦最大城市卡拉奇开设分支机构，2009年1月成为巴基斯坦最大的私人公司之一。

## 公司设置
公司主要包括以下三个部分：
- 霍瓦爾特—德意志造船廠（英语：Howaldtswerke-Deutsche Werft），位于德国北部城市基尔
- 布洛姆－福斯，位于德国北部城市汉堡
- 斯卡拉曼加斯造船廠，位于希腊